# Daytona Beach Open 2014
Il Daytona Beach Open 2014 è stato un torneo di tennis facente parte della categoria ITF Women's Circuit nell'ambito dell'ITF Women's Circuit 2014. Il torneo si è giocato a Daytona Beach in USA dal 20 al 26 gennaio 2014 su campi in terra verde aveva un montepremi di $25,000.

## Vincitrici

### Singolare
Anna Tatišvili ha battuto in finale  Allie Kiick con il punteggio di 6–1, 6–3

### Doppio
Nicole Melichar /  Teodora Mirčić hanno battuto in finale  Asia Muhammad /  Allie Will con il punteggio di 6–7(5–7), 7–6(7–1), [10–1]